# Parsondes
|  | Dieser Artikel oder Abschnitt wurde wegen inhaltlicher Mängel auf der Qualitätssicherungsseite der Redaktion Geschichte eingetragen (dort auch Hinweise zur Abarbeitung dieses Wartungsbausteins). Dies geschieht, um die Qualität der Artikel im Themengebiet Geschichte auf ein akzeptables Niveau zu bringen. Dabei werden Artikel gelöscht, die nicht signifikant verbessert werden können. Bitte hilf mit, die Mängel dieses Artikels zu beseitigen, und beteilige dich bitte an der Diskussion! |

Parsondes war der König der Kadusier und laut Ktesias ein Meder persischer Herkunft.

## Etymologie
Ernst Herzfeld glaubte, dass der Name Parsondes etymologisch mit dem Namen Afrasiab identisch ist. François Lenormant sagte, dass Parsondes einer der Namen von Ninos oder Herakles ist, die er mit der Sonne identifiziert.

## Geschichte
Es wird erzählt, dass damals die Kadusier heftige Kriege gegen die Meder geführt haben unter dem Oberbefehl des Parsondas, dessen romanhafte Geschichte uns der aus Ktesias schöpfende Nikolaus ausführlich erzählt hat, wie er ein persischer Jäger von rauen Sitten war, dann aber von Annaros, dem Statt halter von Babylonien, den er beleidigt und nach dessen Sa trapie er gestrebt hatte, gefangen und unter die Weiber gesteckt wurde, denen er nach Verlauf mehrerer Jahre so ähnlich ge worden war, dass man ihn nicht mehr von ihnen unterscheiden konnte. Nikolaus theilt ferner mit, wie Parsondas endlich nach 7 Jahren entkommen und zu den Kadusiern gegangen sei, weil er die gewünschte Genugthuung von Artaeos nicht erlangen konnte. Die Kadusier aber ernannten den Parsondas zu ihrem Heer führer und er besiegte den Artaeos, der mit 800,000 Soldaten gegen ihn ausgezogen war und nicht weniger als 50,000 von seinem Heere verlor. Schon diese ungeheuren Zahlen beweisen, dass wir hier keine wirkliche Geschichte vor uns haben, glaublich genug aber ist es, dass die Kadusier ihr Gebirgsland von der Unterjochung durch die Meder freizuhalten suchten und nicht unwahrscheinlich, dass dies eine Zeitlang mit Glück geschah. Parsondas soll bei seinem Tode den Schwur verlangt haben, dass seine Nachfolger die Feindschaft gegen die Meder aufrechterhalten würden, sie dauerte wirklich bis zu den Tagen des Kyros.